# 카스트로 공작 페르디난드 왕자
카스트로 공작 페르디난드 왕자(Prince Ferdinand, Duke of Castro, 1926년 5월 28일 ~ 2008년 3월 20일)는 보르보네두에시칠리에가 수장 자리를 차지한 청구인이었다. 